# Mezzogiorno
Pour les articles homonymes, voir Mezzogiorno (homonymie).

Les régions qui composent le Mezzogiorno.

Le Mezzogiorno /ˌmɛt'zoˈd͡ʒorno/ (« le Midi » en italien) désigne l'ensemble des régions péninsulaires et insulaires qui correspondent au sud de l'Italie. Sa définition est différente de celle de l'Italie méridionale (selon l’Istituto nazionale di statistica) qui ne comprend pas les régions insulaires.

## Définition
Le terme de Mezzogiorno renvoie aujourd'hui à l'ensemble de régions du sud de l'Italie péninsulaire et insulaire, caractérisées par un développement économique moindre par rapport au reste du pays (faible tissu économique, chômage élevé), et par une culture et une sociologie particulières (implantation mafieuse, faiblesse des institutions).

D'un point de vue historique le Mezzogiorno désigne les régions italiennes qui correspondent à l'ancien royaume des Deux-Siciles, intégré à l'Italie en 1861, à la suite de l'expédition des Mille menée par Garibaldi : 
- les Abruzzes
- la Basilicate
- la Campanie
- la Calabre
- le Molise
- les Pouilles
- la Sicile
- la Sardaigne (également incluse, malgré sa spécificité historique, culturelle et linguistique, en raison de conditions économiques similaires)
- le Sud du Latium (lié au Mezzogiorno, malgré son positionnement, qui garde un dialecte méridionale grâce a son histoire)

Toutefois le Mezzogiorno ne constitue pas un ensemble homogène, chaque région ayant connu des évolutions différentes. La Sardaigne, la Basilicate, les Abruzzes et le Molise ont elles connu un développement économique plus fort par rapport à d'autres régions méridionales. Le problème mafieux spécifique au Mezzogiorno ne se rencontre en outre que dans des territoires spécifiques : deux provinces de Campanie (Caserte et Naples), la Calabre (sa partie sud), la Sicile (6 provinces sur 9, en particulier celle de Palerme) et, dans une moindre mesure, les Pouilles.

## Histoire

### Origines

Atlas historique du sud de l'Italie
La Grande-Grèce.
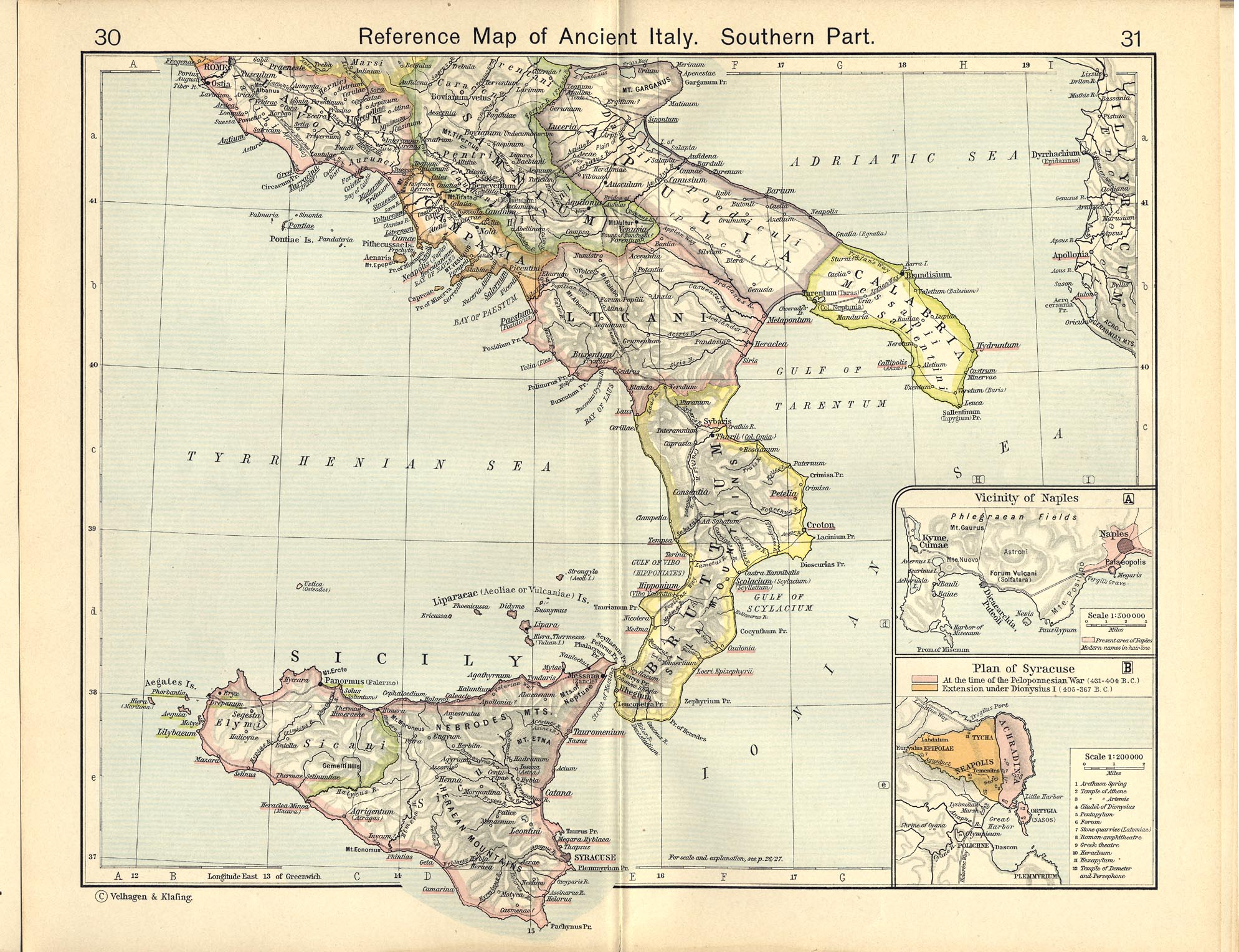
Le sud de l'Italie sous l'empereur Auguste.
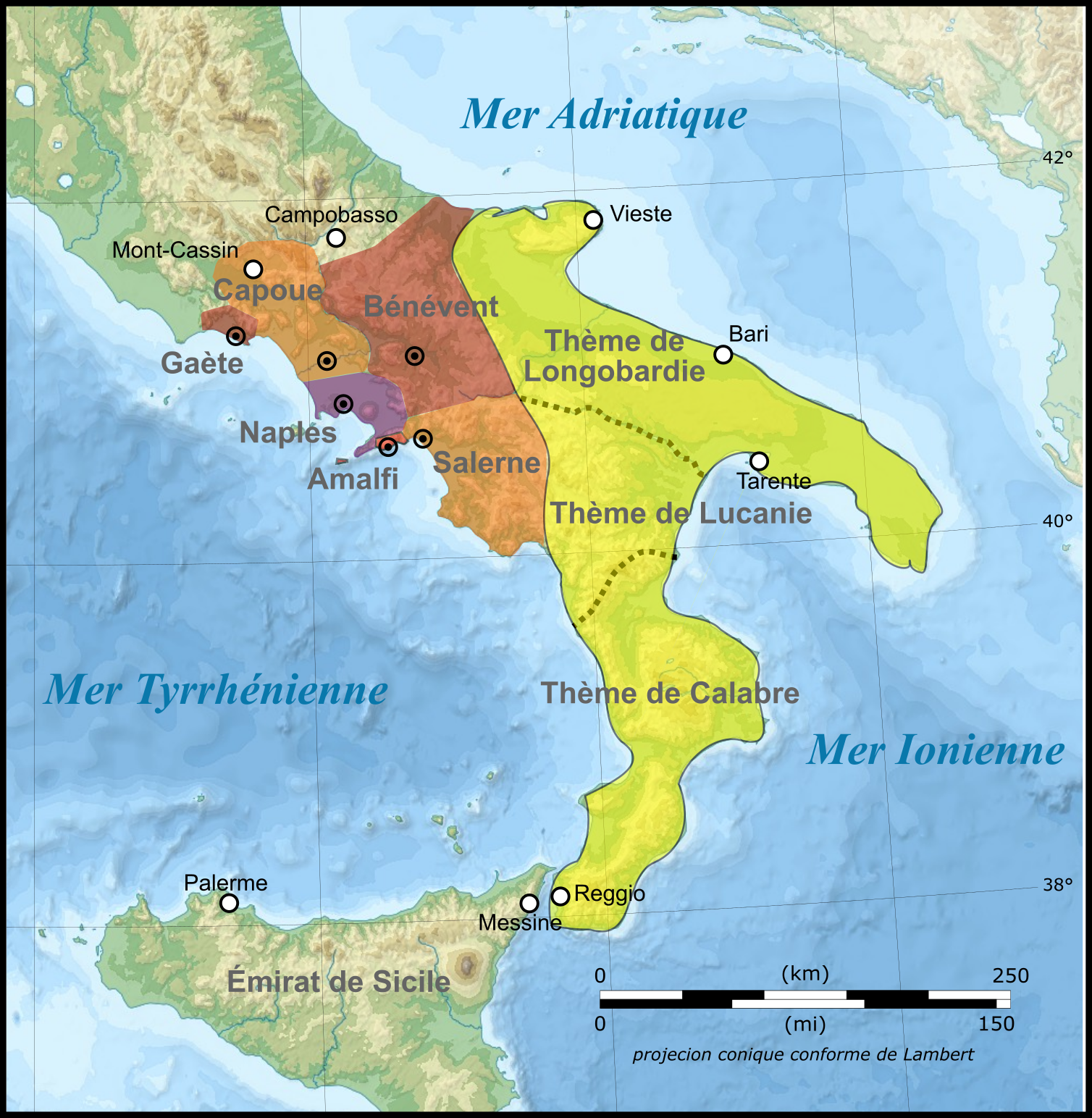
L'Italie byzantine vers l'an 1000.
Le royaume de Sicile (1130-1816) en 1154.
Le royaume des Deux-Siciles (1816-1861).

Le Mezzogiorno correspond à la Grande Grèce de l'Antiquité, peuplée de colons venus des cités grecques. Syracuse, en Sicile, fut ainsi la ville natale d'Archimède. Jusqu'à la fin de l'Empire romain, la région demeure sous l'influence culturelle de la Grèce. Lors de la reconquête de Justinien, au VIe siècle, le Mezzogiorno fut la seule partie de l'Italie à repasser durablement sous le contrôle de Byzance.
Par la suite, le Mezzogiorno, notamment la Sicile, connut l'influence arabe, puis normande (Maison de Hauteville). Les Angevins, français, conquièrent en 1260 un royaume qui couvre la quasi-totalité du Mezzogiorno actuel, qu'ils conservent jusqu'en 1440. À la fin du Moyen Âge, le royaume passe sous domination espagnole, sous laquelle il reste jusqu'en 1743, date de l'installation d'une nouvelle dynastie française, branche cadette des Bourbons.

### Depuis l'unification italienne
L'expédition des Mille de 1860 et la dictature de Garibaldi sur la Sicile pendant les quelques semaines qui ont suivi ont éveillé un immense espoir de progrès social dans le Mezzogiorno. Mais la répression brutale d'une révolte de paysans siciliens par Garibaldi, puis l'installation d'une administration piémontaise qui s'accommoda vite de la grande propriété terrienne, mit fin à ces rêves. 
Pendant les dernières décennies du XIXe siècle, le Mezzogiorno fut frappé, en réaction à cette espérance brisée, d'une révolte populaire (appelée le brigantaggio) contre l'occupation  italienne qui causa plusieurs dizaines de milliers de morts. En raison du désordre économique et social consécutif à l’annexion et à cause du peu d'intérêt manifesté par les gouvernements de l'État unitaire envers le Sud, le Mezzogiorno vit naître les premières mafias.
Enfin, entre le début du XXe siècle et les années 1970/1980, de nombreux immigrants en provenance de ses régions s'installèrent pour fuir la misère, la mafia, puis le fascisme dans des pays proches (France, Belgique, Suisse, Allemagne…) ou lointains (États-Unis, Argentine, Canada, Australie…). 
Il existe encore aujourd'hui des villes ayant eu pendant longtemps un quartier habité par une forte communauté de personnes originaires des différentes régions. Ces communautés sont à l'origine de la diffusion de la culture italienne dans le monde qui, dans certains pays, notamment les États-Unis et le Canada est, en gros, une culture du Sud de l'Italie, notamment en ce qui concerne la cuisine (pizza, pâtes, huile d'olive, sauce tomate, etc.), la musique (chansons napolitaines et siciliennes) ou certaines formes de religiosité (processions pour la fête des saints patrons). Par contre l'émigration interne des chômeurs du sud vers le Nord de l'Italie fut particulièrement forte dans l'après-guerre. Elle continue dans les années 2010, mais concerne cette fois-ci davantage les jeunes diplômés.

## Géographie

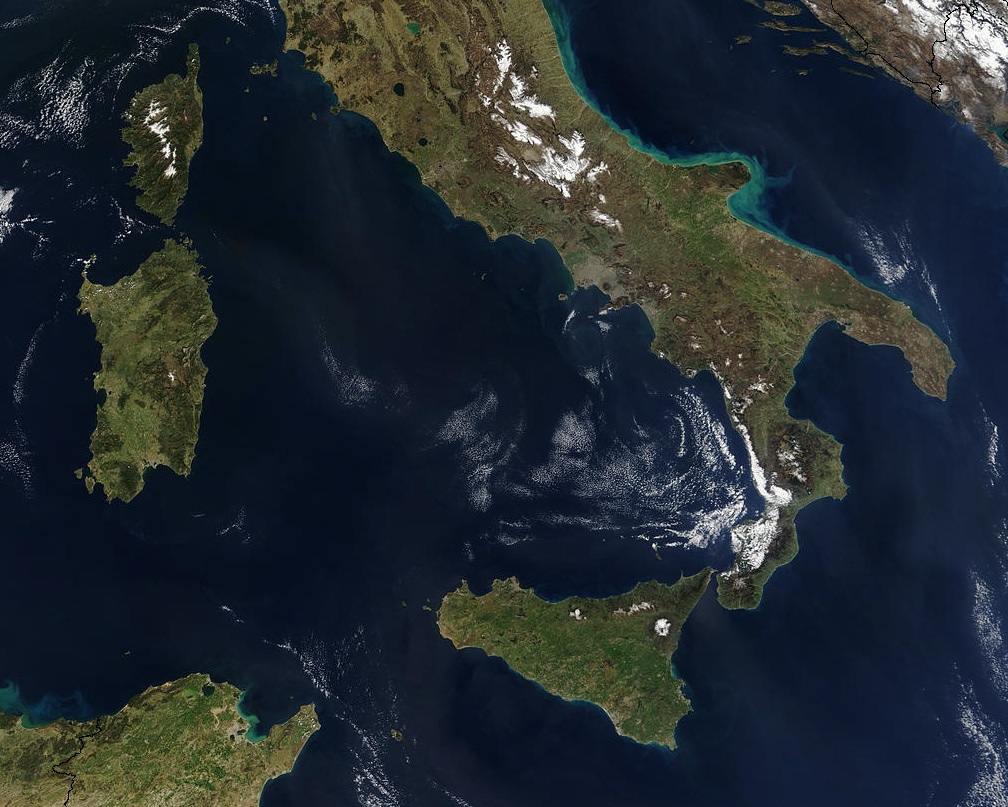
Vue satellite du sud de l'Italie.

Mezzogiorno signifie en italien midi (moitié du jour et par antonomase, le point cardinal). Le Mezzogiorno appartient à la même zone climatique que l'Afrique du Nord et l'Andalousie, caractérisée par des étés chauds et très secs, et des pluies parfois torrentielles en hiver. Le fort volcanisme qui y sévit a offert des terres remarquablement riches à la région de Naples (Vésuve) ou à la côte est de la Sicile, près de l'Etna. Mais le Mezzogiorno reste, en dehors de ces quelques zones favorables, une région de basses montagnes et de terres pauvres. Le climat du Mezzogiorno ne joue pas en sa faveur, car les températures élevées constituent une contrainte pour l'agriculture. Le sirocco, un vent chaud et humide de plus de 40 °C venant d'Afrique provoque plusieurs semaines de canicule.
L'ONU prévoit une désertification dans les décennies à venir de 44 % des terres cultivées de la planète. Selon l'organisation d'État des forêts italiennes, plus de 21 % du territoire est en danger de désertification. Le sont particulièrement cinq régions : Pouilles, Basilicate, Calabre, Sicile et Sardaigne. Selon les données de Legambiente, qui ajoute à la liste la Campanie et la Molise comme régions menacées, la situation est particulièrement grave en Sardaigne, où le risque représente plus de la moitié de la région ; 11 % du territoire sarde est déjà touché par le phénomène.

## Sociologie

L'infiltration mafieuse dans l'économie des provinces italiennes (prélèvement du pizzo)

Ce climat — et cette géologie — ont conduit au développement d'une agriculture extensive, basée sur de grandes propriétés de type latifundia. La mainmise d'une riche aristocratie terrienne sur l'économie et la rareté de la classe moyenne ont retardé l'émergence d'une industrie, encore peu développée aujourd'hui. 
Comme plusieurs historiens l'ont démontré depuis un siècle[réf. nécessaire], après l'unification de l'Italie, le Sud, plus peuplé à cette époque, a fortement contribué à l'industrialisation du Nord (qui a été menée surtout par l'État) ayant versé, pendant les premières cinquante années d'unité, plus de taxes que le Nord. Par exemple l'arsenal de Castellammare di Stabia en Campanie fut transféré à Gênes, et l'usine sidérurgique de Calabre fut démontée pour créer la société Ansaldo aux alentours de Gênes. Une taxe sur la production du blé fut imposée et un service militaire de quatre ans rendu obligatoire.  Selon certains historiens le Trésor de la nation Napolitaine, surveillé par le Banco di Napoli, aurait été pillé à l'arrivée des chemises rouges de Garibaldi (garibaldini).
En 1935-1936 le romancier Carlo Levi, assigné à résidence par le pouvoir fasciste dans le petit village d'Aliano en Basilicate, a raconté avec beaucoup de justesse la condition difficile des paysans du Mezzogiorno à cette époque dans son récit Le Christ s'est arrêté à Eboli.

## Économie
En raison du retard de développement du Sud, un organisme d'État appelé « Caisse pour le Mezzogiorno » a financé le développement économique et social de ces régions.
Bien qu'il représente un tiers de la population italienne (environ 20 millions d'habitants), le Mezzogiorno n'assure que 10 % du total des exportations de l'Italie. Un fort taux de chômage, mêlé à l'importance de l'économie souterraine et, dans certaines provinces, l'infiltration mafieuse de l'économie et de la société, constituent des problèmes récurrents pour le Sud.
Le revenu par habitant est faible, il est de 17 970 euros en 2015 contre une moyenne de 29 150 euros pour le centre et le nord de l'Italie.
Le taux de chômage des moins de 34 ans atteint des pics à 50 %.

## Culture

### Langues

Groupes dialectaux du sud de l'Italie
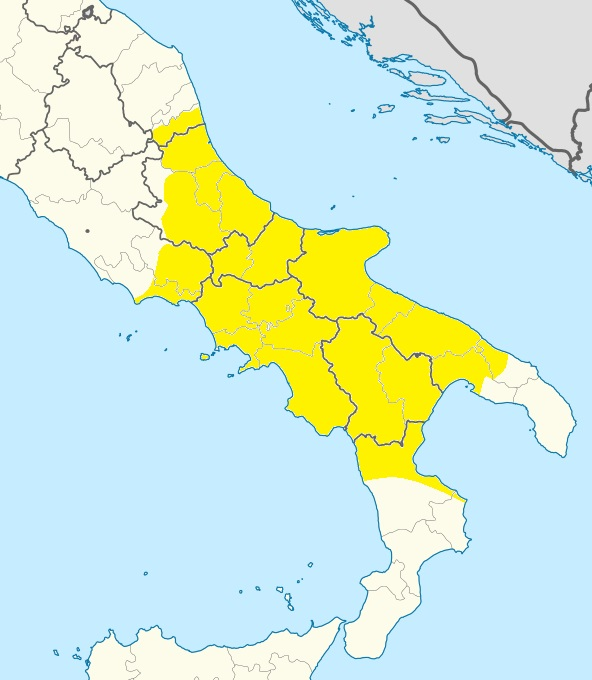
Le groupe de l'italien méridional.
Dialectes italiens méridionaux extrêmes.